# Plopana, Bacău
Plopana este satul de reședință al comunei cu același nume din județul Bacău, Moldova, România.